# Kroktjärnen (Vilhelmina socken, Lappland, 719893-154586)
Kroktjärnen är en sjö i Vilhelmina kommun i Lappland och ingår i Ångermanälvens huvudavrinningsområde.